# Boris Pavlović
Boris Pavlović (1980.), hrvatski vaterpolist. Igra na mjestu sidruna.
Sudjelovao na ovim velikim natjecanjima: Sredozemnim igrama 2001., SP 2005. (4. mjesto) i EP 2006. Igrao za splitski VK Jadran.